# Pracovní nářadí

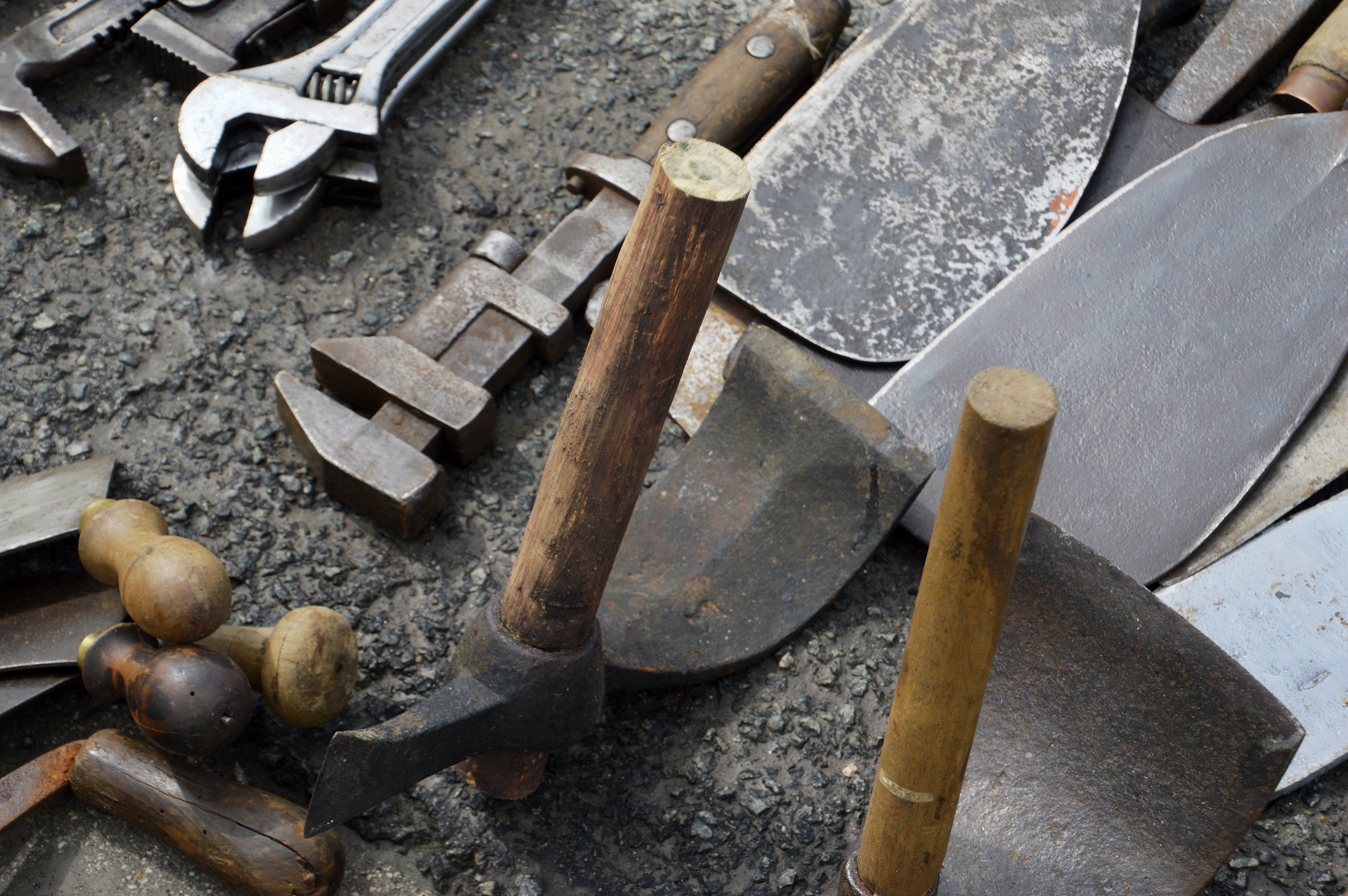
Různé nářadí používané při práci

Jako pracovní nářadí se označují nástroje ovládané ručně, i když mohou být poháněny elektricky (vrtačka, bruska, pila) nebo pneumaticky, stlačeným vzduchem (sbíječka, vrtačka). Jednoduché ruční nářadí je používáno už od dob starověku a jeho tvar, provedení nebo účel se za tu dobu měnil.
Podle jiných pramenů[zdroj?] se za nářadí zpravidla považuje typ věcí, které jsou důležité nebo dokonce významně potřebné pro zrod něčeho jiného. Řadí se tak po bok nástrojů sloužících primárně pro opracovávání. Jednoduchou dedukcí se tak dá dojít k závěru, že zatímco nástroj slouží k finální úpravě a drobným zásahům, nářadí stojí už na začátku celého procesu spolu se stroji. Všeobecně se tak dá nářadí považovat za skupinu věcí nadřazenou nástrojům.

## Vývoj nářadí
Podle většiny odborníků z řad mechaniků i z řad antropologů celého světa bylo nářadí důležitou součástí evoluce člověka od samého počátku až do moderního věku. Úměrně s růstem inteligence lidí rostla i potřeba stále dokonalejšího nářadí a jeho přerod v méně či více technologické stroje.

Nářadí tvořilo během věků důležitou součást lidstva, až přerostlo v naprosto nezbytnou věc, bez jejíž existence bychom si svůj současný život mohli jen sotva představit. Vzato pěkně do důsledků, můžeme být všichni svým předkům i současníkům vděčni za jejich inteligenci, nápaditost a vlastní invenci, bez které bychom ze současného výčtu nářadí měli jen pramalou hrstku. Z historického pohledu a hodin dějepisu můžeme ze všeho nejvíce za masivní rozvoj děkovat století páry, období světových válek a rozkvětu elektronických výrobců Japonska, Ameriky a Evropy během druhé poloviny dvacátého století.

## Druhy nářadí
Z hlediska základního dělení nářadí existují dvě hlavní skupiny: nářadí se samostatným pohonem a nářadí poháněné lidskou silou (nazývané souborně jako ruční nářadí). Nářadí se samostatným pohonem se dělí na několik podskupin:
- se samostatným pohonem
  - motorové
    - benzínové
    - elektrické
      - napájené ze sítě
      - s vlastním zdrojem (tzv. aku nářadí)

  - pneumatické
  - hydraulické
- poháněné lidskou silou (tzv. ruční nářadí)

Všeobecně má ze všeho nářadí k nástrojům nejblíže právě to poháněné lidskou silou, protože je člověku přizpůsobené natolik, aby bylo pokud možno jednoúčelové a jednoduché – tedy jako nástroje. I zde existují výjimky (např. kombinované kleště neboli „kombinačky“).